# Karingani
Karingani är ett nordvästiranskt språk som är nära besläktat med talysh och harzandi-dialekten. Det talas i Östazarbaijan-provinsen, i Dizmar-distriktet, Keringan, samt byarna Kalasur och Khunirud.